# Học viện Quân sự Hoa Kỳ
Học viện Quân sự Hoa Kỳ (tiếng Anh: United States Military Academy), cũng được biết đến với cái tên West Point hoặc tên viết tắt USMA, là một vị trí của Lục quân Hoa Kỳ đồng thời cũng là một học viện quân sự. West Point trở thành vị trí quân sự đầu tiên dưới sự chỉ huy của Benedict Arnold. Được thiết lập vào năm 1802, nó là trường học viện quân sự lâu đời nhất của Hoa Kỳ. Các sinh viên được gọi là các thiếu sinh quân (cadet).
Học viện tọa lạc tại West Point, New York, từ vị trí có thể nhìn thấy Sông Hudson, cách Thành phố New York khoảng 50 dặm (80 km) về hướng Bắc (41°23′38″B 73°57′16″T / 41,39389°B 73,95444°T). Chiếm diện tích trên 16.000 mẫu Anh (65 km²), nó là một trong những khu trường rộng nhất trên thế giới. (Khi so sánh với Học viện Hải quân Hoa Kỳ với 338 mẫu Anh / 1.37 km² và Học viện Không lực Hoa Kỳ với 18.000 mẫu Anh / 73 km².) Các trang bị tiện nghi được kết hợp độc nhất của trường gồm một dốc trượt tuyết và một trường bắn pháo binh, thêm vào đó là các tòa nhà của học viện và các trang thiết bị thể thao được tạo lập ở một khuôn viên riêng biệt trong trường. Vị trí này đã có từ năm 1778, và nó vẫn là vị trí quân sự lâu đời nhất của Hoa Kỳ.

## Các Khoa, Bộ môn khoa học
1. Khoa: Toán học và ứng dụng
2. Khoa: Vật lý và Kỹ thuật hạt nhân
3. Khoa: Hóa học và Khoa học sự sống
4. Khoa: Kỹ thuật Cơ khí
5. Khoa: Kỹ thuật Điện và Khoa học máy tính
6. Khoa: Kỹ thuật hệ thống
7. Khoa: Địa lý và Kỹ thuật môi trường
8. Khoa: Khoa học ứng xử và Lãnh đạo
9. Khoa: Lịch sử
10. Khoa: Luật
11. Khoa: Khoa học xã hội
12. Khoa: Tiếng Anh và Triết học
13. Khoa: Ngoại ngữ

## Quá trình tuyển chọn
Theo một Đạo luật của Quốc hội được thông qua vào năm 1903, để trở thành học viên của trường phải có sự giới thiệu của ít nhất một thượng nghị sĩ là người đại diện và một người được ủy quyền trong Quốc hội. Hiện tại, mỗi thành viên của Quốc hội và Phó Tổng thống có thể có năm giới thiệu cho Học viện Quân sự Hoa Kỳ bất cứ thời điểm nào. Khi bất kỳ một học viên nào tốt nghiệp hoặc dời trường, một ví trí trống sẽ được tạo ra. Các ứng cử viên sẽ được giới thiệu, đề nghị chính thức bởi thượng nghị sĩ là người đại diện của họ, hoặc một người được ủy nhiệm trong Quốc hội, và những lựa chọn này ở quy mô lớn được bổ nhiệm bởi Phó tổng thống Hoa Kỳ. Quá trình giới thiệu, bổ nhiệm không mang tính chính trị và những người được chỉ định không biết người đại biểu Quốc hội là người bổ nhiệm. Các đại biểu Quốc hội thường giới thiệu mười người cho một vị trí trống. Họ có thể chỉ định theo phương thức tranh đua hoặc theo nguyên lý chỉ định. Trong phương pháp tranh đua, tất cả 10 ứng cử viên sẽ được kiểm tra lại tại học viện để xem ứng cử viên nào có chất lượng nhất. Nếu việc bổ nhiệm của đại biểu Quốc hội theo nguyên lý chỉ định, thì chỉ cần có điều kiện là các ứng cử viên có thể chất súc khỏe tốt, không bị bệnh theo tiêu chuẩn của trường, thì ứng cử viên đó sẽ được chấp nhận, ngay cả khi có các ứng cử viên khác chất lượng tốt hơn. Độ khó khăn trong việc giành được sự bổ nhiệm rất khac nhau tùy theo số ứng cử viên của mỗi bang. Quá trình để có được một chỉ tiêu bao gồm việc hoàn thành đơn xin, thực hiện một hay nhiều thử thách (tiểu luận?), và có một hay nhiều thư giới thiệu.

### Yêu cầu

Học viên Quân sự của Học viện Quân sự West Point Hoa Kỳ đang diễu hành năm 1966

Để được nhận vào học tại trường, các thí sinh phải ở trong độ tuổi từ 17 đến 23 tùy theo đầu vào, chưa lập gia đình, không có trách nhiệm nuôi dưỡng trẻ nhỏ, có nhân cách, phẩm chất và đạo đức tốt. Quy trình được xét duyệt bao gồm một đơn xin vào trường, một cuộc kiểm tra tiêu chuẩn và những người giới thiệu. Các ứng cử viên cũng phải trải qua cuộc kiểm tra sát hạch về khả năng chịu đựng của cơ thể, và còn phải qua một đợt kiểm tra toàn diện về sức khỏe bao gồm cả kiểm tra thị lực của mắt để thích hợp với vị trí được tuyển chọn. Các ứng cử viên có vấn đề về thị lực hoặc có bệnh tật gì khác thì sẽ bị loại. Việc kiểm tra sức khoẻ thường được tiến hành bởi giáo viên đào tạo thể chất trong trường trung học phổ thông hoặc huấn luyện viên các đội thể thao.
Ngoài ra, mỗi năm có khoảng 60 thí sinh là người nước ngoài sẽ được nhận vào học tại trường. Các nước có thí sinh gửi đến học tại trường phải trả chi phí cho các học viên của họ.

### Bằng cấp
Học viên tốt nghiệp tại trường sẽ nhận bằng cử nhân khoa học và hầu hết được cấp thiếu úy (cấp quân hàm thấp nhất của sĩ quan) trong Lục quân Hoa Kỳ. Học viên sau khi tốt nghiệp có nghĩa vụ phục vụ ít nhất 5 năm trong quân đội. Việc bố trí vào các chuyên ngành khác nhau như (bộ binh, pháo binh, thiết giáp, hàng không,...) được quyết định bởi những người trong hội đồng có trách nhiệm của trường. Các học viên nước ngoài được bố trí vào các nhánh của lục quân nước họ.
Từ năm 1959, các học viên phải có khả năng đảm nhiệm nhiều nhiệm vụ hoặc sau khi tốt nghiệp phải nhận một nhiệm vụ trong Không lực Hoa Kỳ, Hải quân Hoa Kỳ hoặc Thủy quân Lục chiến Hoa Kỳ để cung cấp cho họ khả năng thích ứng với các yêu cầu nhiệm vụ. Mỗi năm, một số lượng nhỏ những học viên tốt nghiệp sẽ làm việc này, và thực hiện theo cách trao đổi một đổi một với các học viên tương tự ở các trường đại học quân sự Hoa Kỳ.

## Phụ nữ trong học viện
Kể từ khi thành lập vào năm 1802 đến năm 1976, West Point, học viện quân sự lâu đời nhất của Mỹ, không nhận học viên nữ. Từ năm 1977 trở đi, học viện mới mở cửa cho nữ học viên và hơn 4.100 cô gái đã tiếp bước 62 nữ học viên đầu tiên tốt nghiệp vào năm 1980.